# Manciles
Manciles é um município da Espanha na província de Burgos, comunidade autónoma de Castela e Leão, de área 6,580 km² com população de 33 habitantes (2007) e densidade populacional de 5,40 hab/km².

## Demografia
| Variação demográfica do município entre 1991 e 2004 | Variação demográfica do município entre 1991 e 2004 | Variação demográfica do município entre 1991 e 2004 | Variação demográfica do município entre 1991 e 2004 |
| --------------------------------------------------- | --------------------------------------------------- | --------------------------------------------------- | --------------------------------------------------- |
| 1991                                                | 1996                                                | 2001                                                | 2004                                                |
| 50                                                  | 49                                                  | 41                                                  | 35                                                  |